# Mary Tyler Moore (serie televisiva)

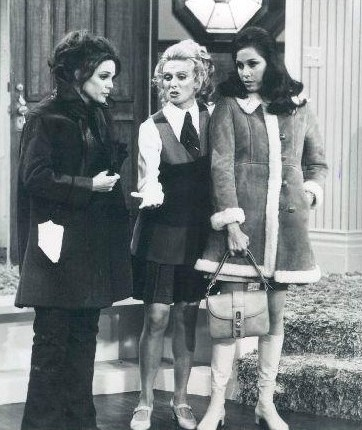
Valerie Harper (Rhoda Morgenstern), Cloris Leachman (Phyllis Lindstrom), e Mary Tyler Moore.

Mary Tyler Moore (titolo originale Mary Tyler Moore o The Mary Tyler Moore Show) è una sitcom con puntate della durata di circa 30 minuti trasmesso negli Stati Uniti dalla CBS dal 1970 al 1977. La serie durò per sette stagioni finché la stessa Mary Tyler Moore, che produceva la serie insieme al marito Grant Tinker, decise di interromperla nel momento in cui cominciava ad essere superata da altre sitcom nella classifica degli ascolti ma mentre il pubblico non era ancora disaffezionato.
In Italia approdò nell'aprile 1982. 
Nel 2002, la rivista TV Guide ha classificato Mary Tyler Moore all'11º posto tra I migliori 50 spettacoli televisivi di tutti i tempi.

## Trama
La protagonista della serie è il personaggio interpretato da Mary Tyler Moore, Mary Richards, una donna indipendente, single e legata al suo lavoro, che, pur conoscendo molti uomini nella speranza di trovare quello giusto, non è mai ossessionata dall'idea di dovere avere qualcuno al suo fianco. In uno degli episodi, Mary si lamenta dei suoi deludenti rapporti sentimentali e quando prova a contare il numero degli uomini con cui è uscita dai tempi della scuola arriva a una cifra che lascia anche lei a bocca aperta. Questa ricerca dell'uomo giusto, fatta però senza ansia, permette di affiancare a Mary nei vari episodi nuovi personaggi tutte le volte che se ne fosse presentato il bisogno. Quasi tutti i suoi incontri amorosi si esauriscono con la fine dell'episodio.
Inizialmente, secondo la produzione, Mary Richards doveva essere una donna divorziata o vedova che si trasferiva a Minneapolis per iniziare una nuova vita ma la CBS ritenne subito che il pubblico di quei tempi non avrebbe accolto bene una donna divorziata. Alla stessa Mary Tyler Moore non piaceva però neanche l'idea di interpretare una vedova e suggerì un personaggio più rappresentativo della nuova generazione di donne single che abitavano gli Stati Uniti negli anni settanta. Allan Burns e James L. Brooks appoggiarono con entusiasmo l'idea perché potevano finalmente dar vita a un personaggio più attuale e soprattutto moderno, visto che il numero di persone che vivevano da sole era raddoppiato dagli anni sessanta ma veniva quasi ignorato dalle serie televisive per dar spazio alle altre situazioni di coppia più tradizionali.
Così nel primo episodio le idee originarie di divorzio, scartato dalla CBS, e di vedovanza, non amata dalla Moore, si trasformano in una semplice rottura di fidanzamento. Nasce una Mary Richards assolutamente nuova per il panorama televisivo di quei tempi, una donna single e comunque felice e indipendente, immersa in situazioni specchio dei rapidi cambiamenti sociali che erano in corso per le donne in quegli anni, con storie semplici di vita quotidiana in un'America non così perfetta, trattate con gradevole ironia.

## Episodi

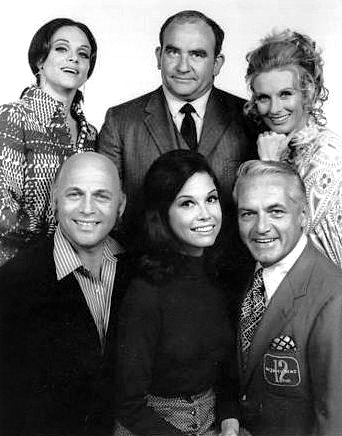
Il cast originale dello show Mary Tyler Moore (1970). In alto: Valerie Harper, Ed Asner, Cloris Leachman. In basso: Gavin MacLeod (Murray), Moore, Ted Knight (Ted)

| Stagione         | Episodi | Prima TV USA | Prima TV Italia | Classifica ascolti |
| ---------------- | ------- | ------------ | --------------- | ------------------ |
| Prima stagione   | 24      | 1970-1971    | 1982            | 22                 |
| Seconda stagione | 24      | 1971-1972    |                 | 10                 |
| Terza stagione   | 24      | 1972-1973    |                 | 7                  |
| Quarta stagione  | 24      | 1973-1974    |                 | 9                  |
| Quinta stagione  | 24      | 1974-1975    |                 | 11                 |
| Sesta stagione   | 24      | 1975-1976    |                 | 19                 |
| Settima stagione | 24      | 1976-1977    |                 | 39                 |

## Spin-off
La serie diede origine a tre diversi spin-off: nel 1974 Rhoda, nel 1975 Phyllis e nel 1977 Lou Grant. Ognuno di essi è incentrato su uno dei tre personaggi che originariamente affiancavano Mary.